# Dean River
Der Dean River ist ein ca. 260 km langer Zufluss des Pazifischen Ozeans im südwestlichen British Columbia in Kanada. 

## Flusslauf
Der Dean River entsteht 3,3 km nordöstlich des Aktaklin Lake auf dem Nechako-Plateau auf einer Höhe von 1280 m. Er fließt 150 km in überwiegend nordwestlicher Richtung durch das Binnenhochland. Der British Columbia Highway 20 (Chilcotin–Bella Coola Highway) verläuft 35 km entlang dem Flusslauf. Der Dean River durchfließt die Seen Dusty Lake, Nimpo Lake, Anahim Lake und Aruntlet Lake und passiert die Ortschaft Anahim Lake.
Der Dean River fließt zwischen zwei Schildvulkanen (Rainbow Range im Westen und Ilgachuz Range im Osten) in nördlicher Richtung. Später wendet sich der Fluss nach Westen. Er nimmt die Nebenflüsse Iltasyuko River von Norden und Takia River von Süden auf. Anschließend durchschneidet er die Kitimat Ranges in westlicher Richtung. Im Gebirge fließen dem Dean River der Nooskulla Creek von Süden sowie der Sakumtha River von Norden zu, bevor er unweit des Kopfendes in den Dean Channel mündet. Vor seiner Einmündung ins Meer durchfließt er den Tweedsmuir Provincial Park. Das Einzugsgebiet des Dean River umfasst 7850 km². Der Dean River gehört zu den wenigen Flüssen, die vom Interior Plateau aus die Coast Mountains zum Meer hin durchschneiden. Nördlich der Mündung befindet sich der Flugplatz Dean River (IATA-Code: YRD).
Der Fluss wurde nach seinem Mündungsgewässer, dem Dean Channel, benannt.